# Xylaria obovata
Xylaria obovata är en svampart som först beskrevs av Miles Joseph Berkeley, och fick sitt nu gällande namn av Miles Joseph Berkeley 1851. Xylaria obovata ingår i släktet Xylaria och familjen kolkärnsvampar.   Inga underarter finns listade i Catalogue of Life.